# Alyn Smith
Alyn Smith (født 15. september 1973) er siden 2004 britisk medlem af Europa-Parlamentet, valgt for Scottish National Party (indgår i parlamentsgruppen G-EFA).